# Joseph S. Nelson
Joseph Schieser Nelson (* 12. April 1937 in San Francisco, Kalifornien; † 9. August 2011 in Alberta, Kanada) war ein kanadischer Zoologe, der sich besonders mit Fischen beschäftigte.

## Leben und Werk
Joseph S. Nelson erhielt 1960 den Bachelor of Science an der University of British Columbia, Master of Science 1962 an der University of Alberta und wurde 1965 an der University of British Columbia bei Casimir Charles Lindsey mit der Dissertation Hybridization and isolating mechanisms in Catostomus commersonii and Catostomus macrocheilus (Pisces: Catostomidae) promoviert. Er lehrte an der Universität von Alberta und war dort ab dem 1. Juli 2002 Emeritus.
Seine Hauptforschungsgebiete waren die Systematik und Klassifikation der Fische, taxonomische Überarbeitung der Trachinoidei und Psychrolutidae, Taxonomie der Stichlinge Culaea und Pungitius, Beckenskelette von Bach-Stichlingen sowie die Biogeographie der Fische Albertas.
Nelson wurde 2000 mit dem Distinguished Service Award der American Society of Ichthyologists and Herpetologists (ASIH) ausgezeichnet. Er erhielt 2002 den Robert H. Gibbs, Jr Memorial Award für sein Werk in der Systematik der Ichthyologie und 2003 den J. Dewey Soper Award der Alberta-Gesellschaft der Biologen. 2006 wurde ihm die Alberta Centennial Medaille verliehen.

## Schriften (Auswahl)
- Fishes of the World. John Wiley & Sons, New York NY 1976, ISBN 0-471-01497-4 (mit Terry C. Grande und Mark V. H. Wilson. 5th edition. Hoboken NY 2016, ISBN 978-1-118-34233-6).